# Inselstraße 13

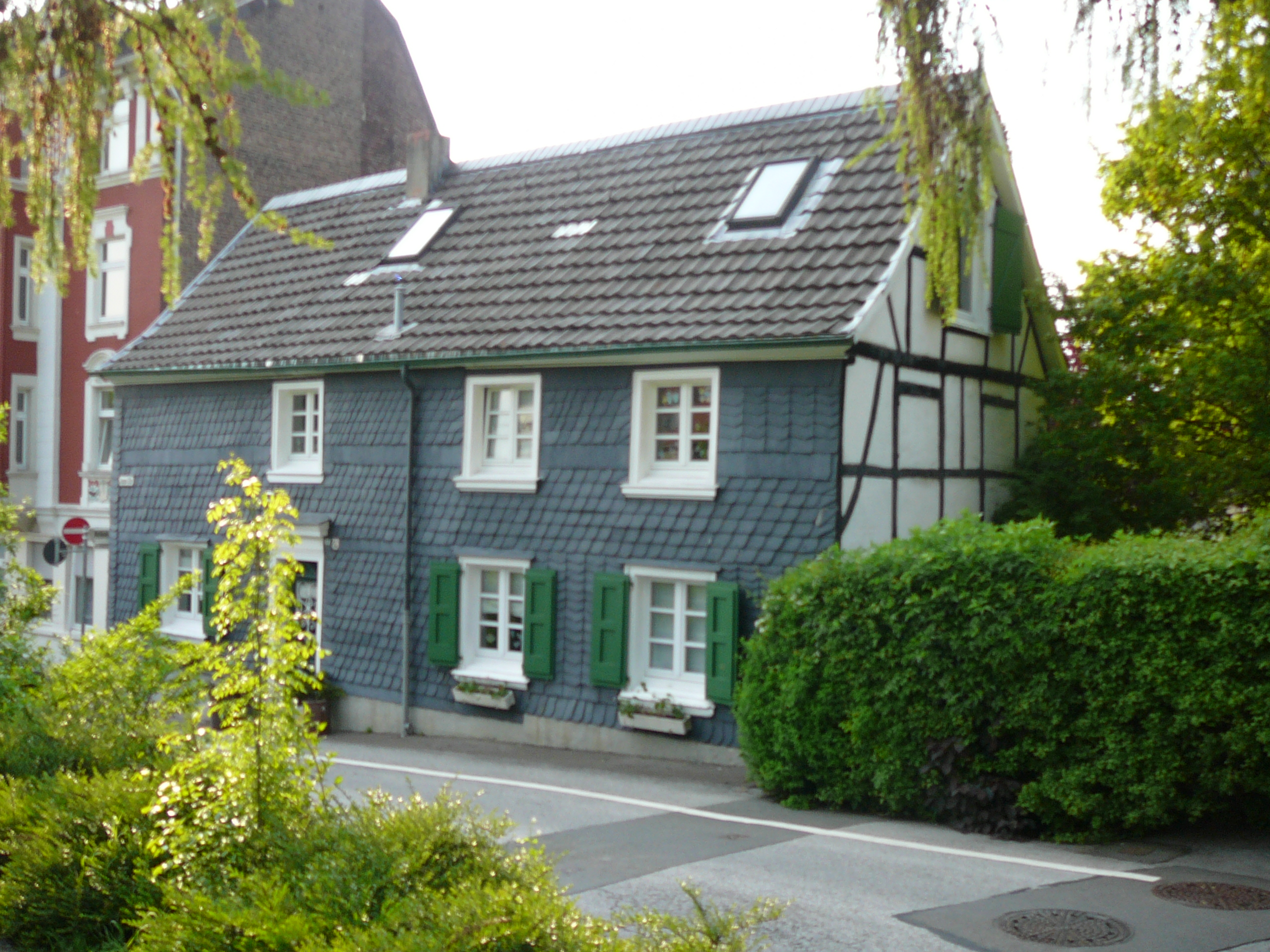
Inselstraße 13

Das Gebäude Inselstraße 13 im Wuppertaler Wohnquartier Langerfeld-Mitte ist ein denkmalgeschütztes Wohnhaus in bergischer Bauweise.
Das Haus wurde Anfang des 19. Jahrhunderts errichtet und ist Teil des historischen Ortskerns der früheren Landgemeinde Langerfeld. Es handelt sich um ein zweigeschossiges Fachwerkhaus mit Satteldach, dessen Fassade zum Teil mit einer Schieferdeckung versehen wurde.
Als charakteristisches Beispiel kleinbürgerlicher Architektur im Bergischen Land sowie als wichtiger Teil der noch erhaltenen historischen Bausubstanz wurde das Gebäude am 8. September 1986 unter Schutz gestellt.
Am Abend des 8. November 2013 kam es zu einem schweren Dachstuhlbrand am Gebäude. Trotz des hohen Schadens durch Löschwasser wird das Haus durch den Eigentümer bis April 2014 wieder saniert und ein neuer Dachstuhl errichtet. Die Brandursache konnte nicht genau ermittelt werden.